# Saison 2015-2016 de l'Élan sportif chalonnais
La saison 2015-2016 de l'Élan sportif chalonnais est la vingtième de l'Élan chalon en Pro A, avec une quatrième place.

## Transfert
| Arrivées - Devin Booker : Bourg-en-Bresse (Pro A) - Jeremy Hazell : Virtus Bologne (LegA) - Tyler Kalinoski : Université de Davidson (NCAA 1) - John Roberson : Södertälje Kings (1er division) | Départs - Eric Dawson : Paris Levallois (Pro A) - Marcus Dove : Gravelines Dunkerque (Pro A) - Anthony Ireland : Arkadikos (ESAKE) - Jason Rich : Paris Levallois (Pro A) - Scott Suggs : Raptors 905 (D-League) |

## Matchs

### Matchs amicaux
Avant saison
- Bourg-en-Bresse / Chalon-sur-Saône : 65-82 (Ain Star Game à Bourg-en-Bresse)[1]
- Chalon-sur-Saône / Strasbourg : 81-86 (Ain Star Game à Bourg-en-Bresse)[2]
- Chalon-sur-Saône / Cholet : 87-65 (à Lons-le-Saunier)[3]
- Chalon-sur-Saône / Dijon : 71-80 (Tournoi de Luxeuil-les-Bains)[4]
- Chalon-sur-Saône / Châlons Reims : 75-90 (Tournoi de Luxeuil-les-Bains)[5]
- Chalon-sur-Saône / Strasbourg : 86-74 (à Besançon)[6]
- Chalon-sur-Saône / Nancy : 100-94 (au Spot à Mâcon)[7]
- Chalon-sur-Saône / Bourg-en-Bresse : 78-68[8]
- Chalon-sur-Saône / Antibes : 85-80 (Tournoi CFA du sport à Dijon)[9]
- Chalon-sur-Saône / Roanne : 111-72 (Tournoi CFA du sport à Chalon-sur-Saône)[10]
- Chalon-sur-Saône / Orléans : 79-77 (Tournoi de Bourges)[11]
- Chalon-sur-Saône / Pau-Lacq-Orthez : 100-91 (Tournoi de Bourges)[12]

### Championnat

#### Matchs aller
- Cholet / Chalon-sur-Saône : 75-73[13]

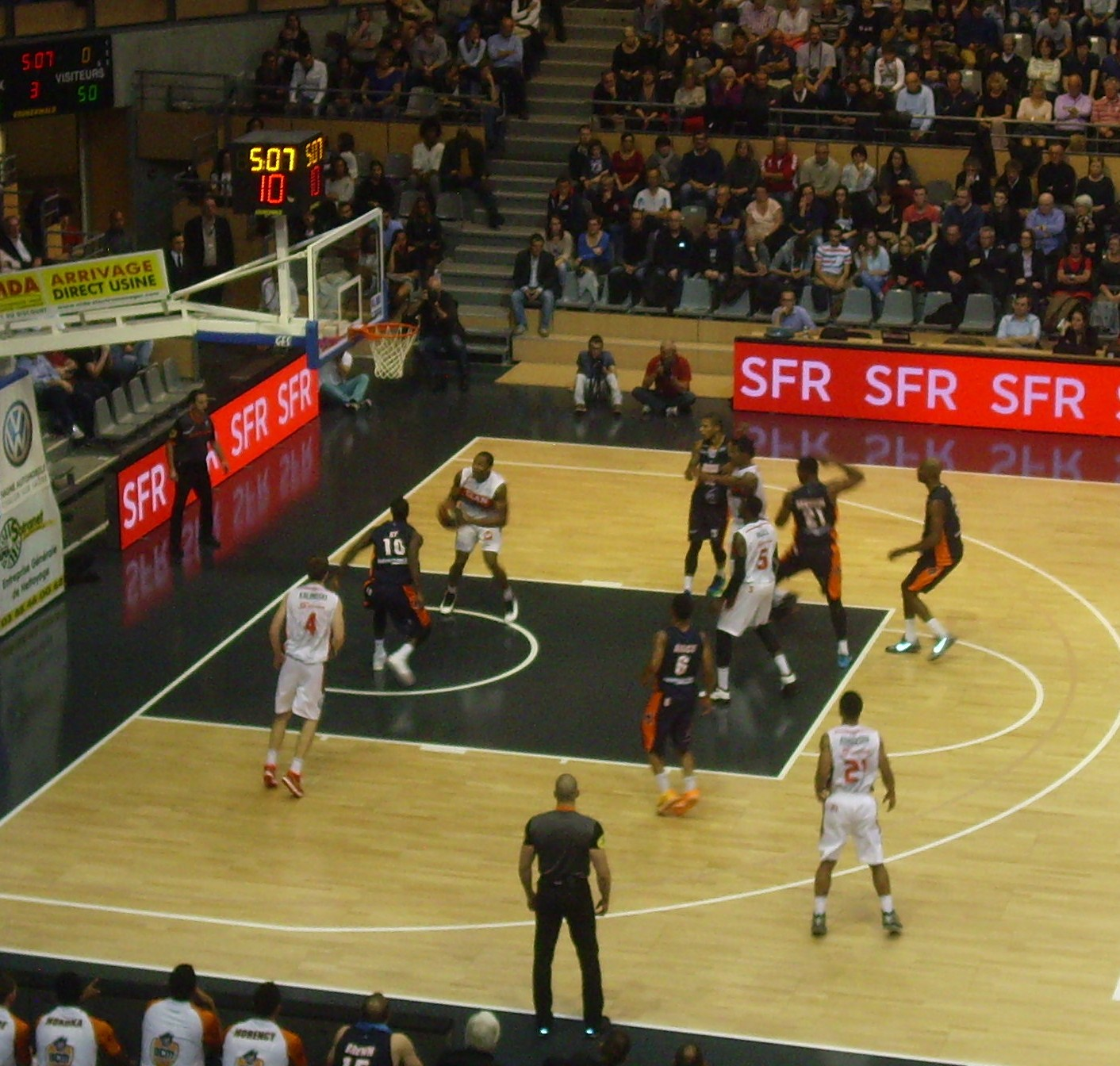
Match de Pro A (2015-2016) entre l'Elan Chalon et Gravelines-Dunkerque

- Chalon-sur-Saône / Le Mans : 95-77[13]
- Chalon-sur-Saône / Le Havre : 87-72[14]
- Nancy / Chalon-sur-Saône : 89-99[15]
- Chalon-sur-Saône / Limoges : 67-65[16]
- Rouen / Chalon-sur-Saône : 93-88[17]
- Chalon-sur-Saône / Gravelines-Dunkerque : 55-78[18]
- Paris Levallois / Chalon-sur-Saône : 99-86[19]
- Chalon-sur-Saône / Strasbourg : 88-76[20]
- Orléans / Chalon-sur-Saône : 71-77[21]
- Chalon-sur-Saône / Lyon-Villeurbanne : 89-86[22]
- Chalon-sur-Saône / Antibes : 89-83[23]
- Monaco / Chalon-sur-Saône : 95-71[24]
- Chalon-sur-Saône / Châlons Reims : 82-70[25]
- Pau-Lacq-Orthez / Chalon-sur-Saône : 84-76[25]
- Dijon / Chalon-sur-Saône : 82-98[26]
- Chalon-sur-Saône / Nanterre : 94-100[27]

#### Matchs retour
- Antibes / Chalon-sur-Saône : 82-111[28]
- Chalon-sur-Saône / Monaco : 101-81[29]
- Chalons Reims / Chalon-sur-Saône : 101-111[30]
- Limoges / Chalon-sur-Saône : 88-94[31]
- Chalon-sur-Saône / Nancy : 92-83[32]
- Lyon-Villeurbanne / Chalon-sur-Saône : 84-81[33]
- Chalon-sur-Saône / Orléans : 75-79[34]
- Strasbourg / Chalon-sur-Saône : 86-78[35]
- Chalon-sur-Saône / Rouen : 108-74[36]
- Le Havre / Chalon-sur-Saône : 70-95[37]
- Nanterre / Chalon-sur-Saône : 82-88[38]
- Chalon-sur-Saône / Cholet : 100-77[39]
- Chalon-sur-Saône / Paris Levallois : 95-60[40]
- Le Mans / Chalon-sur-Saône : 109-83[41]
- Chalon-sur-Saône / Pau-lacq-Orthez : 104-96[41]
- Gravelines-Dunkerque / Chalon-sur-Saône : 80-71
- Chalon-sur-Saône / Dijon : 85-81[42]

Extrait du classement de Pro A 2015-2016
| Rang | Équipe               | %  | J  | G  | P  | Pp   | Pc   | GA  |
| ---- | -------------------- | -- | -- | -- | -- | ---- | ---- | --- |
| 1    | Monaco P             | 79 | 34 | 27 | 7  | 2746 | 2540 | 206 |
| 2    | Strasbourg C F L     | 74 | 34 | 25 | 9  | 2677 | 2504 | 173 |
| 3    | Le Mans              | 68 | 34 | 23 | 11 | 2617 | 2495 | 122 |
| 4    | Chalon-sur-Saône     | 65 | 34 | 22 | 12 | 2985 | 2807 | 178 |
| 5    | Lyon-Villeurbanne    | 62 | 34 | 21 | 13 | 2503 | 2339 | 164 |
| 6    | Gravelines-Dunkerque | 62 | 34 | 21 | 13 | 2564 | 2424 | 140 |
| 7    | Pau-Lacq-Orthez      | 62 | 34 | 21 | 13 | 2656 | 2601 | 55  |
| 8    | Nanterre 92          | 62 | 34 | 21 | 13 | 2708 | 2546 | 162 |

#### Play-off

##### Quart de finale
- Chalon-sur-Saône / Lyon-Villeurbanne : 65-77
- Lyon-Villeurbanne / Chalon-sur-Saône : 79-71

### Leaders Cup
- Chalon-sur-Saône / Le Mans : 87-79[43]
- Chalon-sur-Saône / Lyon-Villeurbanne : 91-70[44]
- Chalon-sur-Saône / Monaco : 74-99[45]

### Coupe de France
- Chalon-sur-Saône / Antibes : 78-70[46]
- Monaco / Chalon-sur-Saône : 84-82[47]

### Coupe d'Europe

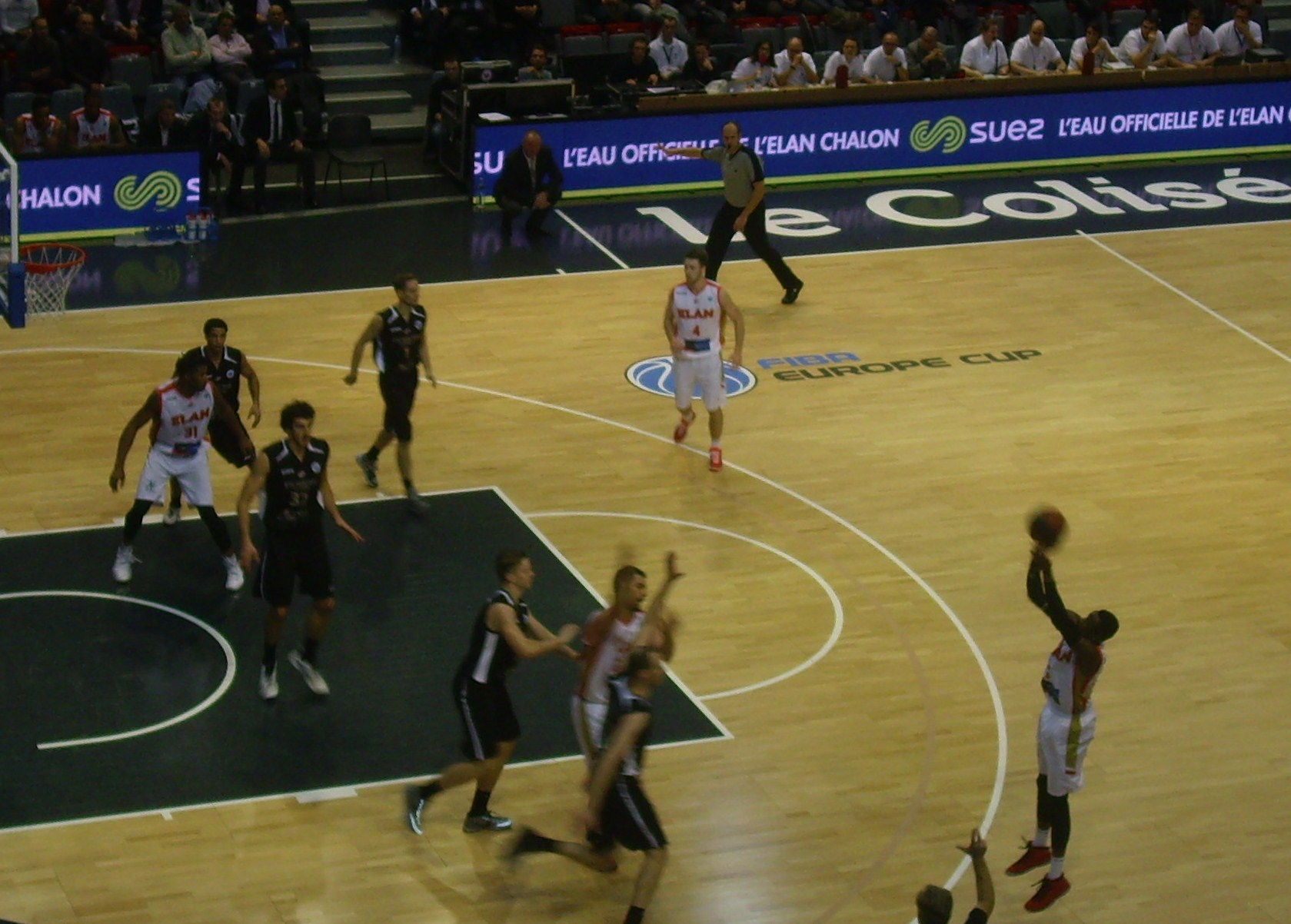
Match de FIBA Europe Cup 2015-2016 entre l'Elan Chalon et Den Bosch

#### 1erphase

##### Matchs aller
- Güssing / Chalon-sur-Saône : 75-99[48]
- Chalon-sur-Saône / Den Bosch : 72-66[49]
- Chalon-sur-Saône / Lasko : 86-53[50]

##### Matchs retour
- Chalon-sur-Saône / Güssing : 88-83[51]
- Den Bosch / Chalon-sur-Saône : 73-98[52]
- Lasko / Chalon-sur-Saône : 88-87[53]

| Rang | Équipe                  | Pts | J | G | P | Pp  | Pc  | Diff |  | Résultats (dom.\ext.)   |       |       |       |       |
| ---- | ----------------------- | --- | - | - | - | --- | --- | ---- |  | ----------------------- | ----- | ----- | ----- | ----- |
| 1    | Élan sportif chalonnais | 11  | 6 | 5 | 1 | 530 | 438 | 92   |  | Élan sportif chalonnais |       | 72-66 | 88-83 | 86-53 |
| 2    | UBC Güssing Knights     | 9   | 6 | 3 | 3 | 470 | 478 | -8   |  | SPM Shoeters            | 73-98 |       | 66-72 | 81-73 |
| 3    | SPM Shoeters            | 8   | 6 | 2 | 4 | 421 | 449 | -28  |  | UBC Güssing Knights     | 75-99 | 69-74 |       | 73-71 |
| 4    | KK Zlatorog Laško       | 8   | 6 | 2 | 4 | 430 | 486 | -56  |  | KK Zlatorog Laško       | 88-87 | 65-61 | 80-98 |       |

- Qualification pour le Last 32
- Éliminé

#### Last 32

##### Match aller
- Chalon-sur-Saône / Tartu Rock : 76-67[54]
- Krasnoïarsk / Chalon-sur-Saône : 77-96[55]
- Chalon-sur-Saône / Cantù : 89-78[56]

##### Match retour
- Tartu Rock / Chalon-sur-Saône : 80-91[57]
- Chalon-sur-Saône / Krasnoïarsk : 98-88[58]
- Cantù / Chalon-sur-Saône : 103-90[59]

| Rang | Équipe                  | Pts | J | G | P | Pp  | Pc  | Diff |  | Résultats (dom.\ext.)   |        |       |       |       |
| ---- | ----------------------- | --- | - | - | - | --- | --- | ---- |  | ----------------------- | ------ | ----- | ----- | ----- |
| 1    | Élan sportif chalonnais | 11  | 6 | 5 | 1 | 540 | 493 | 47   |  | Élan sportif chalonnais |        | 89-78 | 98-88 | 76-67 |
| 2    | Ienisseï Krasnoïarsk    | 9   | 6 | 3 | 3 | 534 | 518 | 16   |  | Pallacanestro Cantù     | 103-90 |       | 95-92 | 71-76 |
| 3    | Pallacanestro Cantù     | 9   | 6 | 3 | 3 | 525 | 524 | 1    |  | Ienisseï Krasnoïarsk    | 77-96  | 94-91 |       | 87-68 |
| 4    | Tartu Ülikool/Rock      | 7   | 6 | 1 | 5 | 444 | 508 | -64  |  | Tartu Ülikool/Rock      | 80-91  | 83-87 | 70-96 |       |

- Qualification pour le Last 16
- Éliminé

##### Huitième de finale
- Chalon-sur-Saône / Ostende : 84-71[60]
- Ostende / Chalon-sur-Saône : 91-80[61]
- Chalon-sur-Saône / Ostende : 104-91[62]

##### Quart de finale
- Chalon-sur-Saône / Khimik Youjne : 115-94[63]
- Khimik Youjne / Chalon-sur-Saône : 79-83[64]

##### Final Four
- Chalon-sur-Saône / Pallacanestro Varese  : 82-91 (Demi finale)[65]
- Chalon-sur-Saône / Krasnoïarsk : 103-72 (Finale 3e place)[65]

## Bilan
En Juillet 2015, le club est officiellement qualifié pour la nouvelle Coupe d'Europe de la FIBA et à refait son parquet de la salle du Colisée (pour un coût de 103 300 euros). Pour la saison 2015-2016, l'Elan Chalon voit les arrivées de cinq joueurs (Devin Booker, Justin Brownlee, John Roberson, Tyler Kalinoski et Jeremy Hazell) et les départs de six joueurs (Anthony Ireland, Marcus Dove, Scott Suggs, Eric Dawson, Jason Rich et Brandon Davies). Le club réussit une bonne première phase de championnat (match aller) avec une 7e place (10 victoires pour 7 défaites) et se qualifie pour la Leaders Cup 2016. Les victoires notables des matchs aller sont contre Limoges (67-65), Strasbourg (88-76), Lyon-Villeurbanne (89-86). L'équipe Chalonnaise réussit aussi une bonne première partie de Coupe d'Europe FIBA (1er sur 4 avec cinq victoires pour une défaite) et se qualifie pour la seconde phase (Last 32). Lors de ce Last 32, le club se qualifie pour les huitième de finale en finisant premier de son groupe (cinq victoires pour une défaite).  Lors de la Leaders Cup, les chalonnais s'incline en finale contre Monaco (99 à 74) après avoir éliminé Le Mans en quart de finale (87 à 79) puis Lyon-Villeurbanne en demi finale (91 à 70). Lors des huitième de finale de la Coupe d'Europe FIBA, l'Elan Chalon élimine Ostende deux victoires pour une défaite (victoire chalonnaise 104 à 91 lors de la belle) ; puis Khimik Youjne en deux manches lors des quarts de finale (victoires 115 à 94 à l'aller et 83 à 79 au match retour). Le club se qualifie donc pour la finale à quatre (final four) qu'elle organise et reçoit au Colisée, mais elle ne finit que 3e après une défaite en demi finale contre Varese 82 à 91. Lors de la dernière journée de Pro A et une victoire chalonnaise 85 à 81 contre Dijon, ils finissent 4e du championnat de Pro A avec 22 victoires pour 12 défaites. L'Elan Chalon se fait éliminer en quart de finale des play-off, deux manches à zéro par Lyon-Villeurbanne.

## Statistiques

### Pro A

#### Saison régulière[71]
| Joueur             | MJ | Min  | % Tirs | % 3-pts | % LF | Rb   | Pd   | In  | Ct  | Bp   | Pts  | Eval  |
| Devin Booker       | 32 | 29,3 | 61     | 37      | 76   | 7,6  | 2,7  | 0,7 | 0,6 | 1,9  | 15,1 | 20    |
| John Roberson      | 34 | 29,3 | 47     | 46      | 88   | 2,4  | 6,1  | 0,9 | -   | 2    | 14,6 | 16,6  |
| Justin Brownlee    | 34 | 21,1 | 48     | 28      | 84   | 5,5  | 1,5  | 0,7 | 0,4 | 0,9  | 9,5  | 12,5  |
| Jeremy Hazell      | 33 | 30,7 | 39     | 36      | 74   | 2,9  | 2,3  | 1   | 0,2 | 1,6  | 15,4 | 11,7  |
| Ilian Evtimov      | 32 | 21,2 | 49     | 44      | 92   | 2,8  | 1,8  | 0,7 | 0,1 | 1,3  | 9,3  | 9,9   |
| Mathias Lessort    | 32 | 11,8 | 62     | -       | 61   | 4,3  | 0,8  | 0,4 | 0,7 | 1    | 5,6  | 8,8   |
| Tyler Kalinoski    | 34 | 23,7 | 39     | 39      | 77   | 3,1  | 1,5  | 0,7 | 0,1 | 0,7  | 7,1  | 8,1   |
| Axel Bouteille     | 33 | 14,4 | 56     | 40      | 83   | 2,6  | 0,8  | 0,4 | 0,2 | 0,4  | 5,5  | 7,2   |
| David Michineau    | 34 | 13,6 | 42     | 30      | 72   | 0,9  | 1,5  | 0,5 | -   | 0,9  | 5,6  | 4,4   |
| William Gradit     | 26 | 12,6 | 38     | 40      | 100  | 1,3  | 0,6  | 0,4 | -   | 0,6  | 3,1  | 2,8   |
| Mathieu Missonnier | 1  | 2    | -      | -       | -    | -    | 1    | -   | -   | -    | 0    | 1     |
| Assane Ndoye       | 2  | 2    | 0      | 0       | -    | -    | 0,5  | -   | -   | -    | 0    | 0     |
| Abdoulaye Ndoye    | 1  | 2    | 0      | -       | -    | -    | -    | -   | -   | -    | 0    | -2    |
| Total              |    |      | 47     | 38      | 79   | 34,4 | 19,1 | 6,2 | 2,1 | 11,4 | 87,8 | 100,5 |

MJ : Match Joué, Min : Minutes, % Tirs : % aux Tirs, % 3-pts : % à 3 Points, % LF : % aux Lancer-Franc, Rb : Rebond, Pd : Passe Décisive, In : Interception, Ct : Contre, Bp : Balle Perdue, Pts : Points, Eval : Evaluation, Joueur Coupé : *.

## Distinctions
- Meilleur joueur de Pro A[72], MVP du mois de janvier 2016[73] : Devin Booker
- MVP du mois de février 2016[74] : John Roberson
- Meilleur sixième homme (phase retour)[75] : Mathias Lessort

## Sources
- Le Journal de Saône-et-Loire
- Basket Hebdo
- Ligue Nationale de Basket-ball
- Info-Chalon